# Медвежье (Донецкая область)
Медвежье (укр. Ведмеже) — посёлок, входит в Харцызский городской совет Донецкой области Украины. Находится под контролем самопровозглашённой Донецкой Народной Республики.

## География

#### Соседние населённые пункты по странам света
С: Горное
СВ: Зуевка
В: город Зугрэс
ЮВ: Водобуд, Николаевка
Ю: Золотарёвка, Дубовка, Новопелагеевка
ЮЗ: Молочарка, Гусельское
З, СЗ: город Харцызск

## Население
Население по переписи 2001 года составляло 96 человек.

## Общая информация
Телефонный код — 6257. Код КОАТУУ — 1415090005.

## Местный совет
86700, Донецкая обл., г. Харцызск, ул. Краснознаменская, 87а, 4-27-36